# Apodospora simulans
Apodospora simulans är en svampart som beskrevs av Cain & J.H. Mirza 1970. Apodospora simulans ingår i släktet Apodospora och familjen Lasiosphaeriaceae.  Arten är reproducerande i Sverige. Inga underarter finns listade i Catalogue of Life.